# Estrablin
Estrablin település Franciaországban, Isère megyében. Lakosainak száma 3682 fő (2022. január 1.). Estrablin Saint-Sorlin-de-Vienne, Septème, Vienne, Eyzin-Pinet, Jardin, Moidieu-Détourbe és Pont-Évêque községekkel határos.

## Népesség
A település népességének változása:
| Lakosok száma | 1112 | 2738 | 2931 | 3300 | 3260 | 3296 | 3365 | 3535 | 3620 | 3682 |
|               | 1968 | 1982 | 1990 | 2006 | 2013 | 2015 | 2017 | 2019 | 2020 | 2022 |